# بلدة بانغور (مقاطعة باي)
بانغور، مقاطعة باي (بالإنجليزية: Bangor Township, Bay County, Michigan)‏ هي بلدة تقع بولاية ميشيغان في الولايات المتحدة. تبلغ مساحتها 56.7 (كم²)، وترتفع عن سطح البحر 178 م، بلغ عدد سكانها 14641 نسمة في عام تعداد الولايات المتحدة 2010 حسب إحصاء مكتب تعداد الولايات المتحدة وتصل الكثافة السكانية فيها 432.2 نسمة/كم2.

## وصلات خارجية
- bangortownship.org
- The US50 - Cities and Towns in Michigan State
- Michigan Cities and Towns, Facts, Map, Flag, Colleges, Government, and More